# Cratere Ross (Luna)

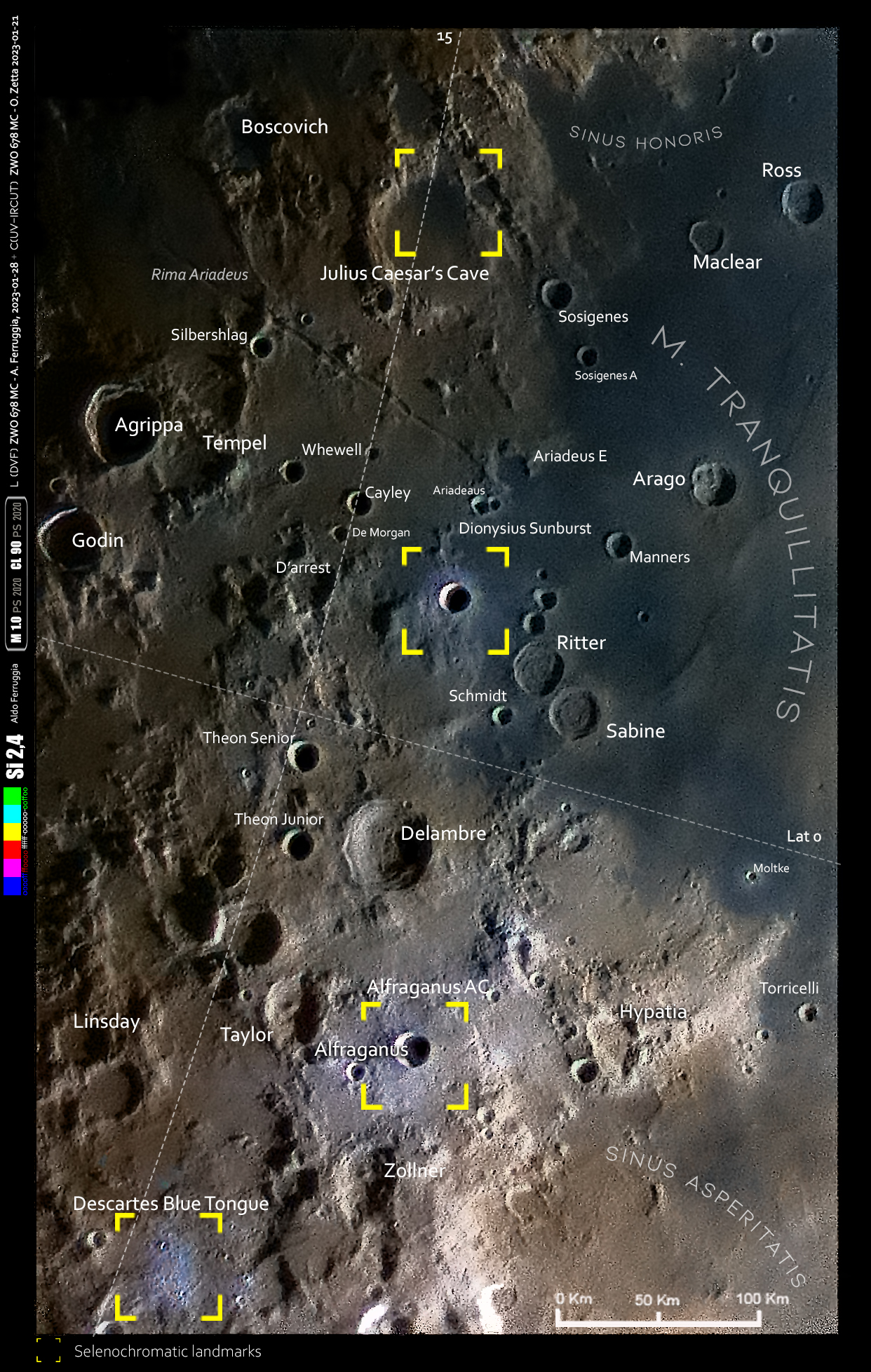
Il cratere (in alto a destra) con le strutture vicine in una Immagine Selenocromatica(Si)

Ross è un cratere lunare di 24,49 km situato nella parte nord-orientale della faccia visibile della Luna.
Il cratere è dedicato all'esploratore britannico James Clark Ross e all'astronomo statunitense Frank Elmore Ross.